# Mullem

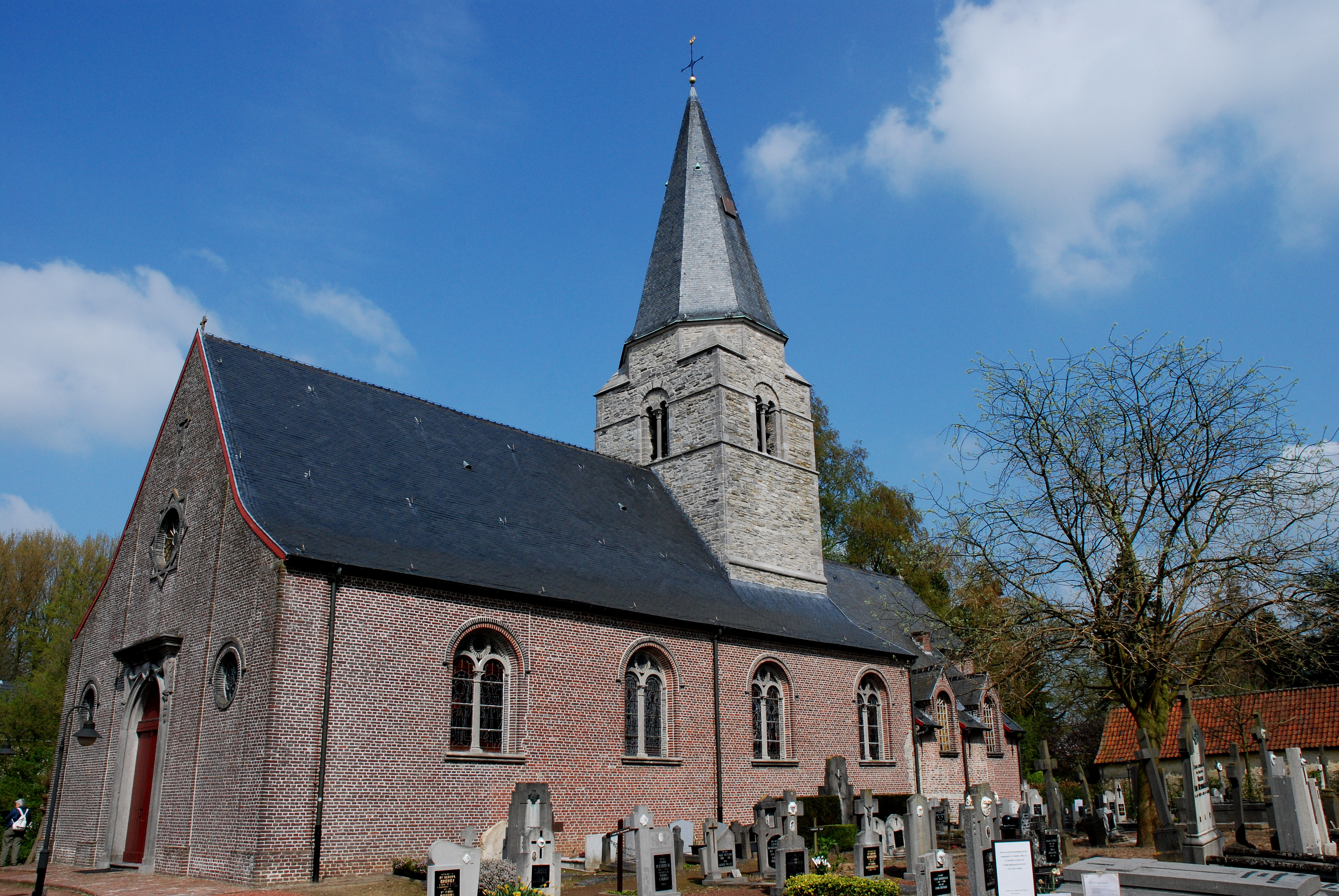
Sint-Hilariuskerk

Mullem is een dorp in de Belgische provincie Oost-Vlaanderen en een deelgemeente van de stad Oudenaarde, het was een zelfstandige gemeente tot aan de gemeentelijke herindeling van 1977.

## Geschiedenis
Vermoedelijk werd het gebied van Mullem al in de prehistorie bewoond, getuige een aantal archeologische vondsten.
Mullem werd voor het eerst schriftelijk vermeld in 877, als Molthem, wat zou kunnen duiden op mulle aarde en de -heim (woonplaats) uitgang. Het was oorspronkelijk een allodium. De heerlijkheid behoorde toe aan achtereenvolgens de families: Van Mullem, Cabilau (vanaf 1326), Le Poyvre (vanaf 1617), de Coloma en de Neve (vanaf 1816). Mullem behoorde tot de kasselrij Oudenaarde.
In de 17e en 18e eeuw speelde de linnenproductie een rol, wat nog gestimuleerd werd toen in 1771 de weg van Gent naar Oudenaarde werd aangelegd.

## Demografische ontwikkeling
- Bronnen:NIS, Opm:1831 tot en met 1970=volkstellingen; 1976 = inwoneraantal op 31 december

## Bezienswaardigheden
- De oorspronkelijk romaanse Sint-Hilariuskerk uit de twaalfde eeuw, met gotische gedeelten, bevindt zich te midden van het kerkhof. De vierkante toren is opgetrokken in Doornikse hardsteen. De kerk bevat een orgel dat stamt uit de 17de eeuw.
- Het Kasteel de Gerlache werd onder meer bewoond door Gaston de Gerlache, die gedurende achttien jaar burgemeester van Mullem is geweest.
- De rustige en schilderachtige dorpskern, die geklasseerd is als beschermd dorpsgezicht.
- De Bekemolen, een windmolenrestant.
- De Bekemolen of Thomaesmolen, een voormalige watermolen.

## Natuur en landschap
Mullem ligt in het interfluvium tussen Leie en Schelde, in de vallei van de Molenbeek op een hoogte van ongeveer 25 meter.

## Varia
Het dorp ligt nabij de drukke weg Gent-Oudenaarde, de N60, maar ligt niettemin ietwat afgelegen en is daardoor zeer rustig. Het heeft vooral in de weekends een grote aantrekkingskracht, o.m. op stedelingen die dan de restaurantjes bevolken. Mullem staat in de lijst van de 50 mooiste dorpen van Vlaanderen.

## Bekende inwoners
- De schrijver Reimond Stijns is er geboren op 10 mei 1850, hij was de zoon van onderwijzer-koster Henricus Stijns. Het dorp was het decor van de televisieserie "Hard Labeur", gebaseerd op zijn werk.

## Evenementen
- Kerstboomverbranding (januari)
- Valiezekoers (15 augustus)
- Mullem kermis (2de zondag van september)

## Nabijgelegen kernen
Huise, Heurne, Zingem
Deelgemeenten: Bevere · Edelare · Eine · Ename · Heurne · Leupegem · Mater · Melden · Mullem · Nederename · Oudenaarde · Volkegem · Welden

Belgische gemeenten · Arrondissement Oudenaarde · Oost-Vlaanderen · Vlaanderen